# Cooper City
Cooper City – miasto w Stanach Zjednoczonych, w stanie Floryda, w hrabstwie Broward.